# Westfälische Küche

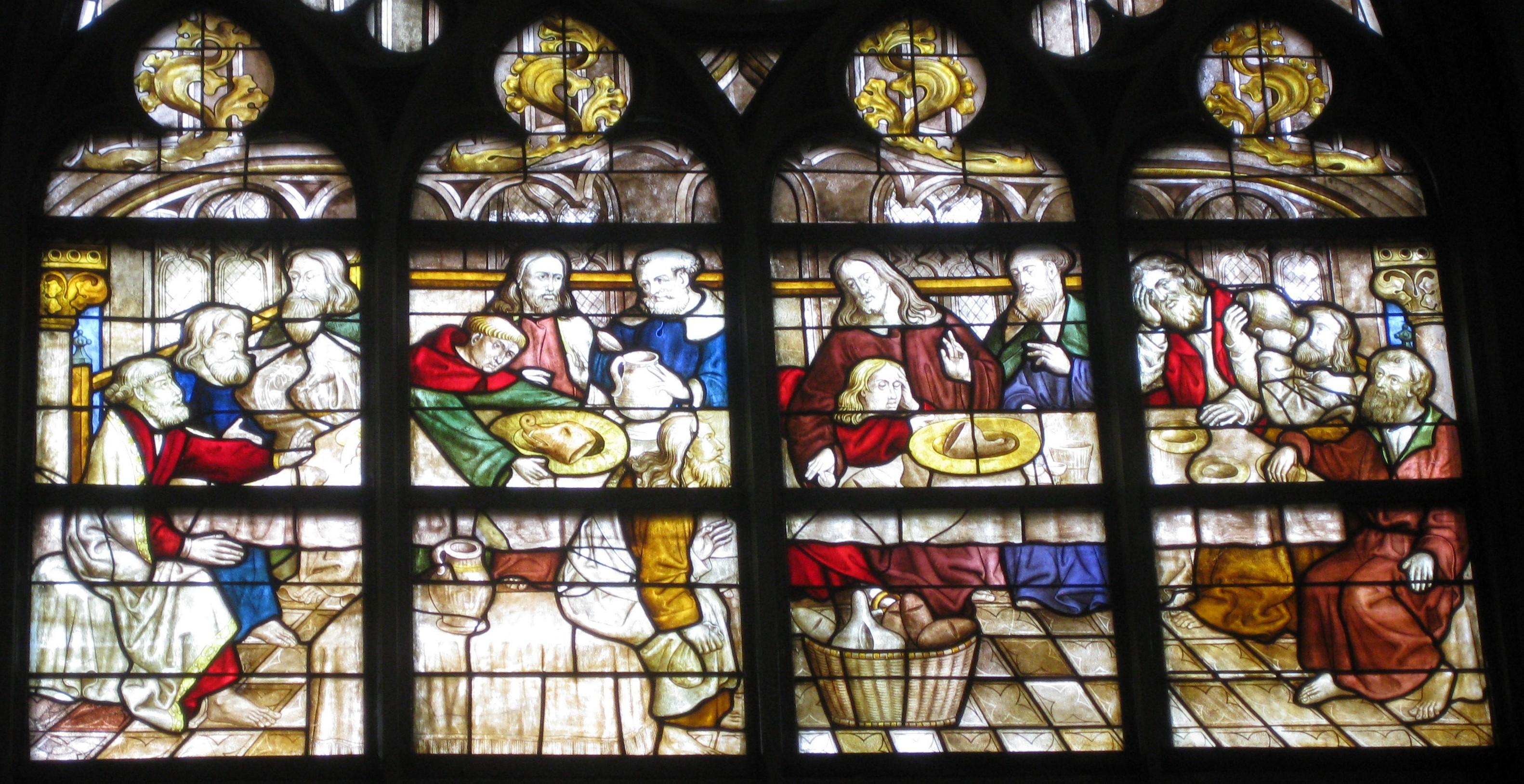
Das „Westfälische Abendmahl“

Die westfälische Küche ist eine der Regionalküchen Deutschlands. Ihre Merkmale sind Ausdruck der landschaftlichen und geschichtlichen Besonderheiten Westfalens.
Die westfälische Küche ist im weiteren Sinne ein Teil der norddeutschen Küche, d. h., sie steht in den Kochtraditionen, die für Deutschland nördlich des „Weißwurstäquators“ typisch sind. Auch die westfälische Küche kennt die norddeutsche Kombination von fettig, süß und warm, jedoch nicht so ausgeprägt wie etwa in Niedersachsen oder in Schleswig-Holstein (als weitere allgemeine norddeutsche Besonderheiten sind unter anderem zu nennen: Grünkohl, Rotkohl statt Blaukohl, wenig Schmalz, wenig Knoblauch). Die westfälische Küche ist eine Küche des Binnenlandes. Fisch spielt in ihr eine untergeordnete Rolle. Engere regionale Bezüge gibt es außer zur Niedersächsischen auch zur Niederländischen und zur Rheinischen Küche.
Bekannt ist das so genannte „Westfälische Abendmahl“ in der Wiesenkirche in Soest. Jesus und seine Jünger feiern auf diesem alten Glasfenster das Abendmahl mit Schinken, dunklem Brot, Schweinskopf, Schnaps und Bier.

## Fleischgerichte
Westfälische Fleischgerichte sind der bereits für das 14. Jh. in einer Dortmunder Chronik erwähnte Pfefferpotthast sowie Panhas, eine Fleischpastete mit Buchweizenmehl. Töttchen ist gekochtes Kalbfleisch mit einer Zwiebel-Senf-Soße und vor allem im Münsterland verbreitet. Möppkenbrot (ndt.: Möpkenbraut) ist eine Blutwurst-Spezialität, die im mittleren Westfalen, vom nördlichen Sauerland, über die Hellwegbörden bis ins Osnabrücker Land und Tecklenburger Land, verbreitet ist. Typisch für Westfalen ist auch die Zubereitung „dicker Bohnen“ mit Speck. Im Sauerland kennt man Potthucke und Knochenwurst.
Ein weiteres Gericht ist Blindhuhn, der Überlieferung nach so genannt, weil sogar ein blindes Huhn in diesem Eintopf etwas Gutes finden muss. Zu jeder Tageszeit beliebt sind Zwiebelmettbrötchen. Im westlichen Münsterland gibt es den Knockepott. Viele dieser Gerichte wurden traditionell zur Resteverwertung kurz nach dem Schlachten gereicht, oft bei sogenannten Schlachtfesten, zu denen alle Angehörigen und Helfer eines Hofes und häufig auch die Nachbarn eingeladen wurden.

## Backwaren

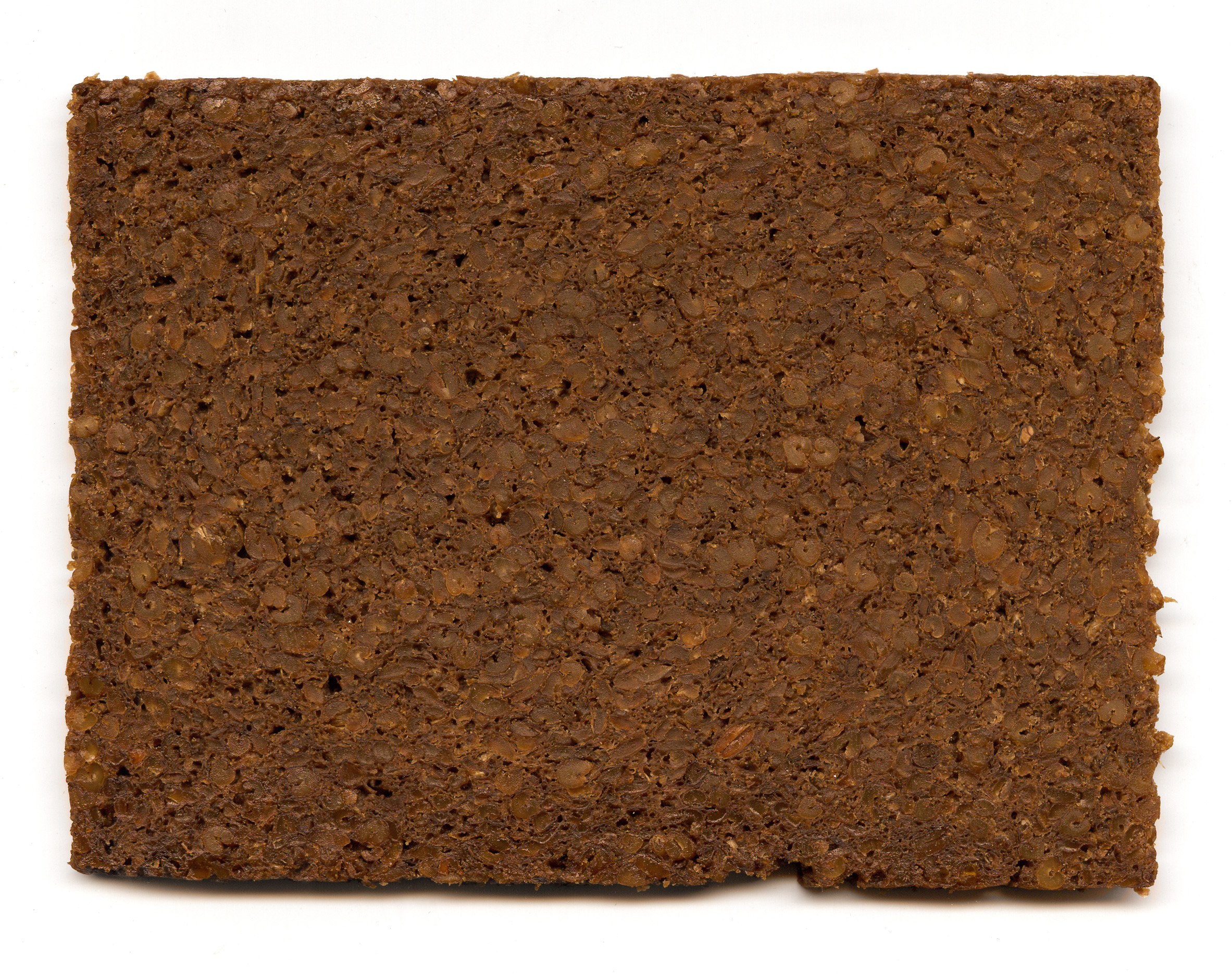
Traditionell gebackener Pumpernickel aus Roggenschrot, Wasser und Salz ohne weitere Zutaten

Das dunkle, malzige Vollkornbrot Pumpernickel hat in Westfalen seinen Ursprung. In der Adventszeit wird der Stutenkerl gebacken. Dem Gebildbrot aus Hefeteig wird in Westfalen in jedem Fall eine weiße Tonpfeife beigegeben. Verbreitet ist auch der Struwen, ein ausgebratener Hefeteig mit Rosinen, den auch das Rheinland kennt. Über das Land Lippe ist auch der Pickert, eine Art Kartoffelpuffer, mit der westfälischen Küche verbunden. Überregional bekannt ist das Roggenmischbrot Paderborner Landbrot.

## Alkoholische Getränke
Westfälisches Bier ist, heute zumeist als Pils, weit verbreitet: Neben eher regional ausgerichteten Brauereien mit Marken wie dem ostwestfälisch-lippischen Detmolder, Barre in Lübbecke, dem Bochumer Moritz Fiege oder dem Bio-Bier Pinkus (Münsterland), liegen in Westfalen auch die großen Betriebe der Marken Warsteiner, Veltins (beide im Sauerland), Herforder (in Ostwestfalen-Lippe) und Krombacher (im Siegerland). Dortmund war einst, begünstigt von der Nachfrage des Ruhrgebiets, die Stadt mit dem größten Bierausstoß in Deutschland und Europa. Bekannte Marken sind hier DAB, Dortmunder Kronen und Brinkhoff’s. Historisch wurde in Westfalen bis ins 19. Jahrhundert überwiegend obergäriges Altbier gebraut. Ab 1843 erschien das Dortmunder Helle auf dem Markt, ein untergäriges Exportbier, das sich bald hoher Nachfrage erfreute.
In der Gegend um Rheda-Wiedenbrück ist das Biermischgetränk Flieger bekannt, eine Mischung aus Pils und Emsgold (Apfelsinenlimonade aus der Region). Die Privat-Brauerei Hohenfelde bietet Flieger in Flaschen an.
Bedeutende Spirituosen sind der Steinhäger und wie in ganz Norddeutschland der Weizen- aber auch der Roggenkorn (Kornbrand).

## Schinken
Den westfälischen Schinken, der seit dem Frühmittelalter in der Münsterländer Tieflandsbucht, im Osnabrücker Land, im Sauerland und in der Grafschaft Bentheim hergestellt wird, gibt es in geräucherter und luftgetrockneter Form, er ist jedoch nie so stark geräuchert oder dunkel wie etwa der Schwarzwälder Schinken. In Meschede im Sauerland wird seit dem 18. Jahrhundert Sauerländer Schinken in Familientradition hergestellt. Des Weiteren liegt in Versmold eines der Zentren der deutschen Wurstherstellung.

## Sonstiges

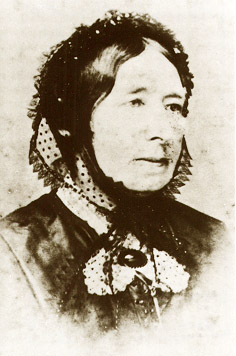
Henriette Davidis, bekannte Kochbuchautorin aus Westfalen

Eine berühmte Köchin westfälischer Herkunft war Henriette Davidis aus Wetter-Wengern. In ihrem für die deutsche Küche sehr einflussreichen Kochbuch gibt es neben einigen Gerichten westfälischer Herkunft (z. B. Pfefferpotthast) zahlreiche Gerichte aus vielen anderen Regionen.
Zu unterscheiden von der westfälischen Küche im traditionellen Sinn sind die eigenen Speisetraditionen im Ruhrgebiet. Hier haben sich zu Panhas und Pfefferpotthast die traditionellen Gerichte der Zuwanderer gesellt, etwa Königsberger Klopse aus Ostpreußen oder das Einbrennen dicker Bohnen aus der schlesischen Küche. Ein Klassiker, nicht nur im westfälischen Ruhrgebiet, ist der Schlabberkappes. Die von Herbert Grönemeyer besungene Currywurst, die „Mantaplatte“ oder „Pommes-Schranke“ sind mittlerweile über den regionaltypischen Sprachgebrauch hinaus bekannt geworden.
Viele der hier aufgeführten Speisen und Gerichte sind heute nur noch wenig verbreitet. Wo sich ländliche Traditionen nicht erhalten haben, ist die westfälische Küche oft auf die touristische Gastronomie beschränkt (wobei andererseits viele der in der Gastronomie angebotenen „westfälischen“ Speisen neue Kreationen mit mehr oder minder starkem regionalem Einschlag sind). Gerade im Bereich der Fleischwaren ist jedoch in den meisten örtlichen Metzgereien mindestens eine der regionaltypischen Zubereitungen wie Möpkenbrot, Rinderwurst, Kohlwürstchen (Winter), Panhas, Leber- oder Wurstebrot erhältlich. Regional allgemein bekannt und geschätzt sind westfälische Mettendchen. Pumpernickel und westfälisches Bier hat sich international verbreitet.

## Typische traditionelle Gerichte
- Apfel im Schlafrock
- Blindhuhn
- Blutgemüse
- Brotpfannekuchen
- Errötendes Mädchen
- Graupensuppe
- Graute Bohnen mit Speck – Eintopfgericht mit Ackerbohnen, Schweinefleisch und Kartoffeln[1]
- Hasenpfeffer
- Herrencreme
- Himmel und Erde
- Knabbeln
- Leberbrot
- Nieheimer Käse
- Panhas
- Pillekauken
- Pfefferpotthast
- Plundermilch
- Pumpernickelsuppe
- Salzkuchen
- Sauerbraten
- Schinkenbegräbnis
- Schlackwurst
- Spanisch Fricco, auch in den Schreibungen „Frikko“/„Frico“
- Stippgrütze
- Struwen
- Stielmuseintopf
- Westfälische Rinderwurst
- Westfälischer Rosenkranz
- Wuortelpott
- Wurstebrei
- Wurstebrot
- Westfälische Eisernwaffeln